# 紐西蘭天主教

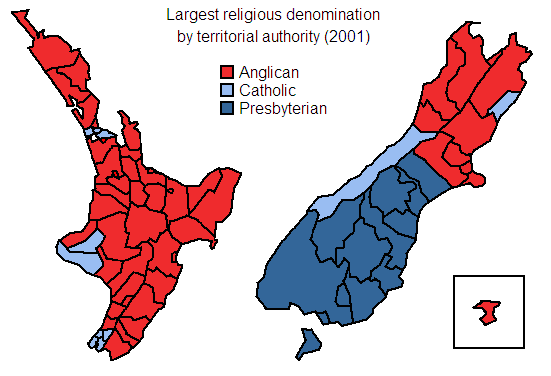
雖然天主教是紐西蘭第二大教派，但天主教徒只在奧克蘭、惠靈頓等大城市佔多數。

紐西蘭天主教會是普世天主教會的一部分，與教宗有共融關係。

## 現況
的人口普查，當地有約492,384名天主教徒，佔全國人口11.07%，是該國第二大教派。分為一個總教區 （在惠靈頓）和五個教區 （奧克蘭、北帕默斯頓、咸美頓、基督城、但尼丁），有530名司鐸和1,200名男女修士。

## 歷史
始於1835年，教宗額我略十六世建立了西大洋洲宗座代牧區，首位主教為讓-巴蒂斯特·龐帕利爾。歷史上有三名紐西蘭樞機，皆為惠靈頓總主教和紐西蘭都主教。